# ريبيكا كاميلري
ريبيكا كاميلري (بالإنجليزية: Rebecca Camilleri) هي منافسة ألعاب القوى مالطية، ولدت في 6 يوليو 1985.

## وصلات خارجية
- ريبيكا كاميلري على موقع الاتحاد الدولي لألعاب القوى (الإنجليزية)
- ريبيكا كاميلري على موقع اتحاد ألعاب الكومنولث (مؤرشف) (الإنجليزية)
- ريبيكا كاميلري على موقع اتحاد ألعاب الكومنولث (مؤرشف) (الإنجليزية)